# Paratanus wygodzinskyi
Paratanus wygodzinskyi är en insektsart som beskrevs av Rauno E. Linnavuori 1954. Paratanus wygodzinskyi ingår i släktet Paratanus och familjen dvärgstritar. Utöver nominatformen finns också underarten P. w. recurvatus.